# Museo Brandhorst

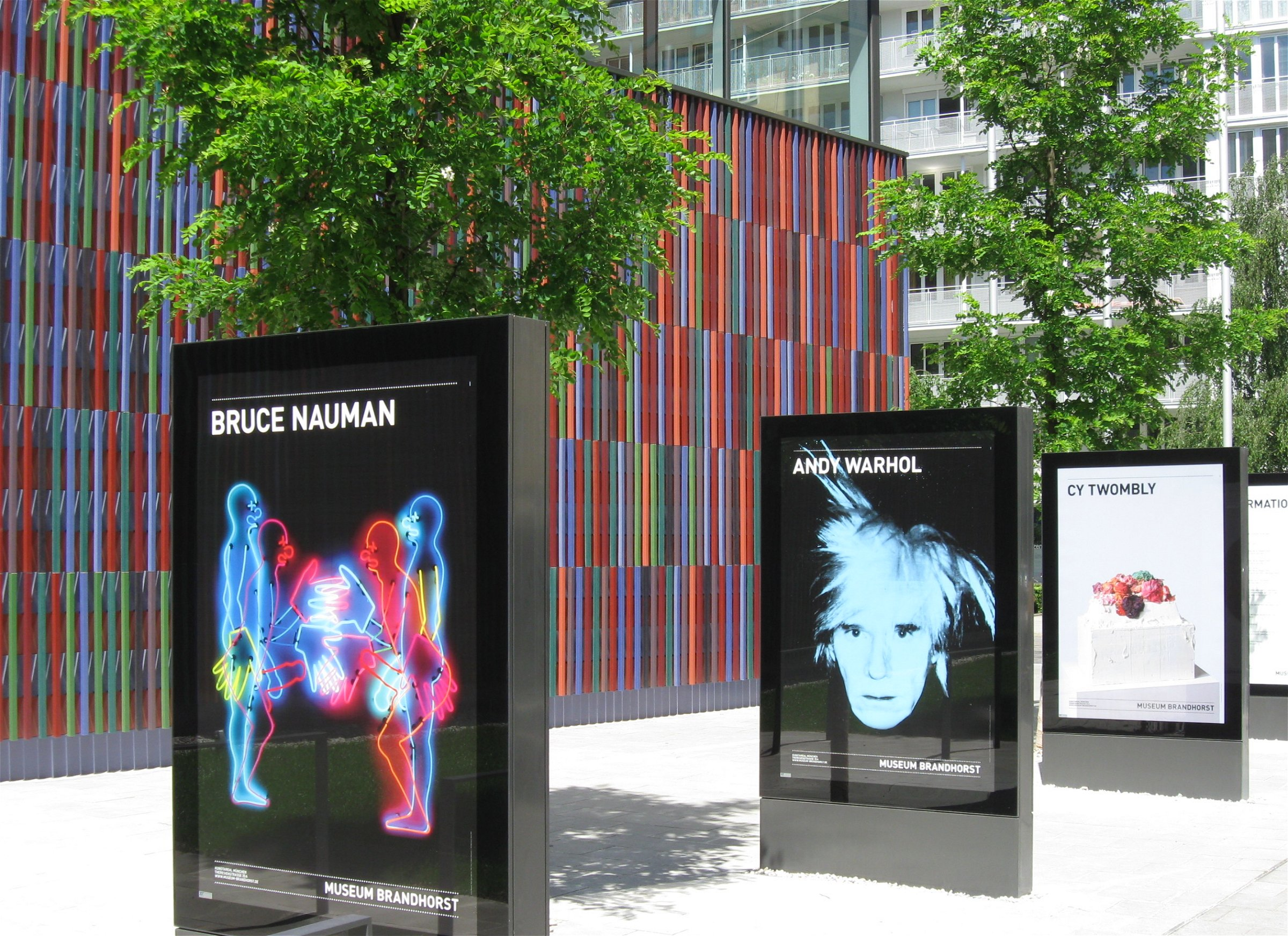
Carteles publicitarios del museo

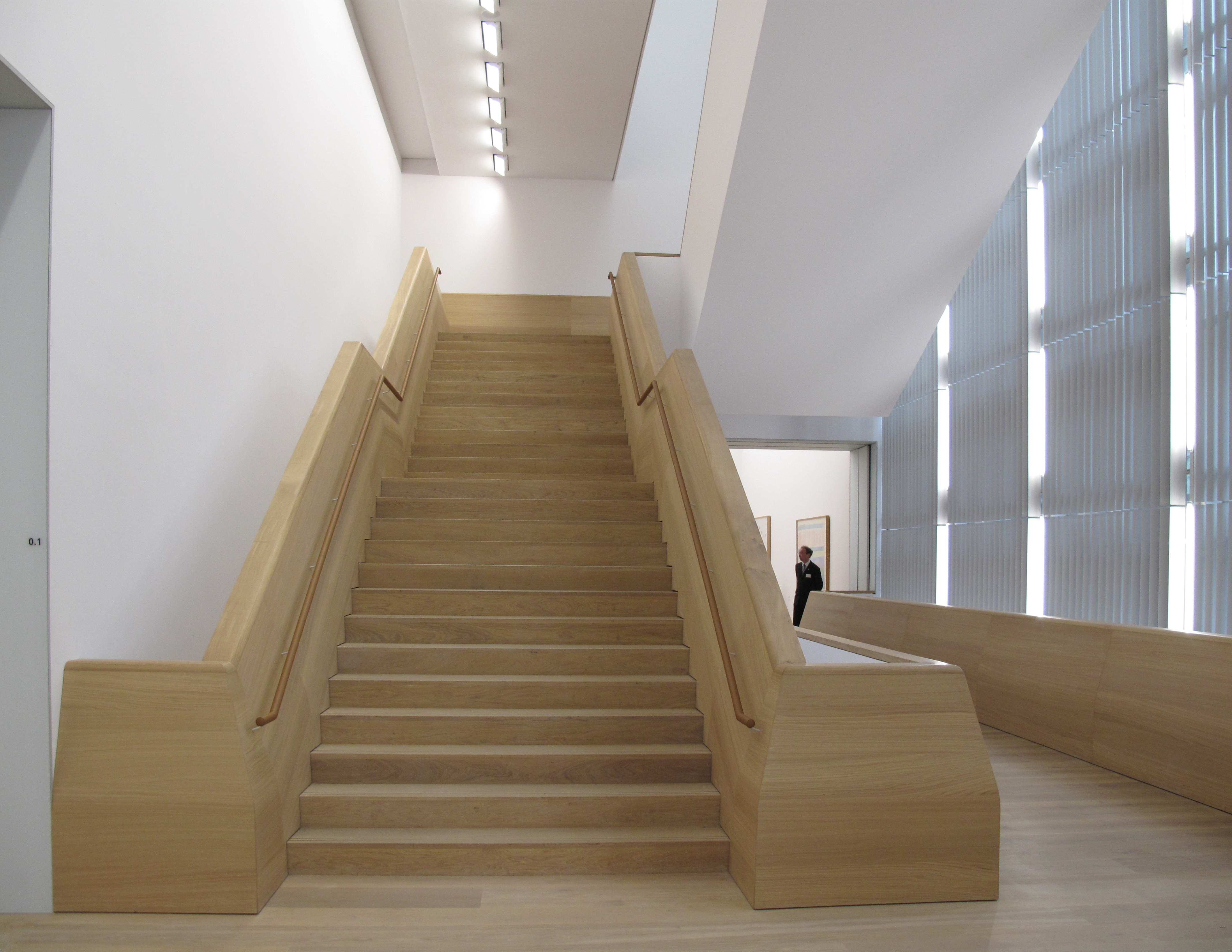
Escalinata de acceso

El Museo Brandhorst está situado en el barrio Maxvorstadt de Múnich. Forma parte de los grandes museos del Kunstareal (zona de museos) de los cuales forman parte también la Pinacoteca Antigua, la Pinacoteca Nueva, la Pinacoteca de Arte Moderno y el Museo Egipcio de Múnich. El museo fue inaugurado el 18 de mayo de 2009 y hospeda la colección de arte moderno y contemporáneo del matrimonio Brandhorst. El gerente del museo es Armen Zweite.

## El edificio
El edificio fue diseñado por el estudio de arquitectura Sauerbruch-Hutton y tiene una superficie expositiva de 3.200 m² sobre de un total de 5.000 m², subdivididos en tres plantas. La fachada está excéntricamente coloreada con más de 23 colores distintos. 36.000 baldosas de cerámica cocida puestas en sentido vertical forman el recubrimiento exterior del museo. Desde cada ángulo se celebran efectos cromáticos diversos.

## Obras expuestas
La colección comprende una selección de más de 700 obras, privilegiando el arte que va desde 1945 en adelante. Entre las pinturas del museo Brandhorst destacan los siguientes artistas: Andy Warhol: Self-Portrait; Eggs; Knives; Marilyn; Natalie Wood;Joseph Beuys; Cy Twombly: Bacchus; Summer Madness; Lepanto; Roses; Untitled 2007; Damien Hirst: Waste; Sigmar Polke: Die drei Lügen der Malerei; Freiheit, Gleichheit …; John Chamberlain: Lord Suckfist; Bruce Nauman: 2 Heads on Base; Mean Clown welcome; Eric Fischl: Livingroom Nr. 3; Japanese Bath; Mario Merz; Jannis Kounellis; Gerhard Richter; Georg Baselitz; Jean-Michel Basquiat; Robert Gober; Mike Kelley.
El artista de mayor relieve es Cy Twombly. A él está dedicado un ala entera del museo. Una sala en concreto fue concebida por el arquitecto para exhibir 12 cuadros de gran formato de Cy Twombly, que llevan por título Batalla de Lepanto.